# Berglerspitze
De Berglerspitze (Italiaans: Punta del Monte) is een 3019 meter hoge bergtop in de Ötztaler Alpen in het Italiaanse Zuid-Tirol.
De berg is gelegen in de Salurnkam, ongeveer vijf kilometer ten zuiden van Kurzras, aan het einde van het Schnalstal. De berg wordt voor het eerst beklommen in 1908 door L. Falser en dr. W. Hammer. Een klim naar de top van de berg begint meestal in Kurzras. Van daar gaat de bergtocht in zuidelijke richting over de noordelijke kam naar de top.